# 莫戈隆边缘

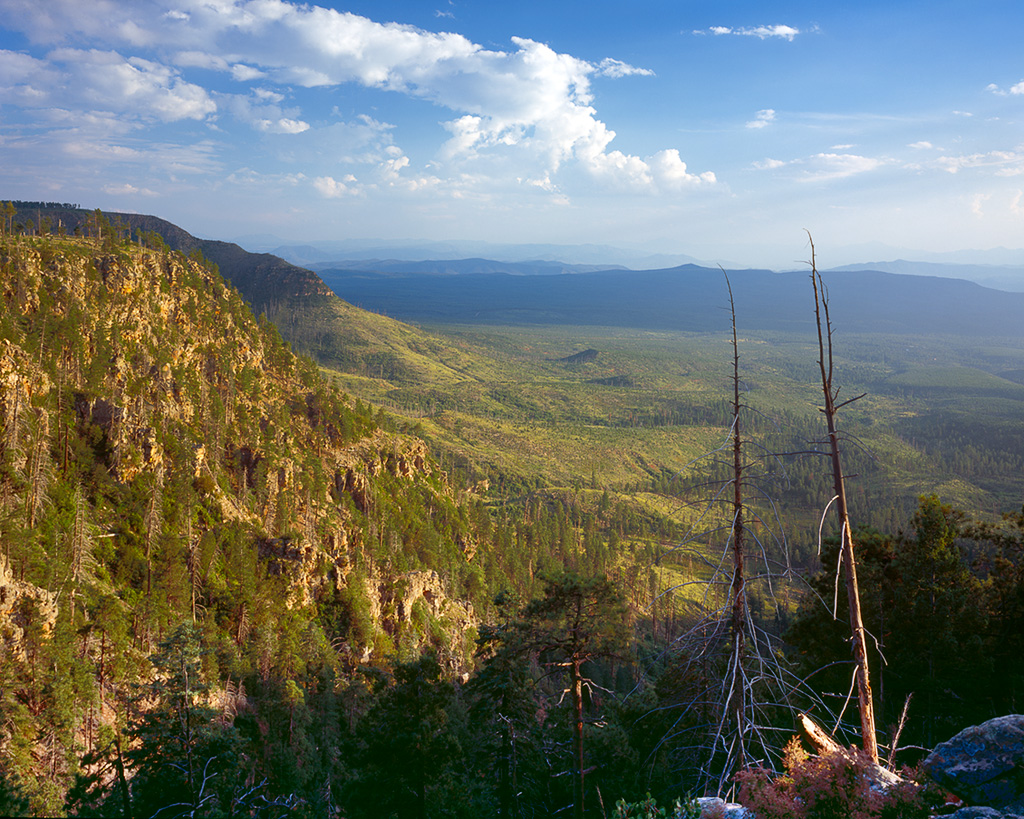
从佩森附近向莫戈隆边缘望过去

莫戈隆边缘（英語：Mogollon Rim，/mʌɡɪˈjoʊn/、/moʊɡəˈjoʊn/或/mɒɡɒdʒɔːn/）是横跨美国亚利桑那州的一个测绘学、地质特征。它延展约200英里（320），从亞瓦派縣北部起，向东一直到新墨西哥州的边界。它在亚利桑那州形成了科羅拉多高原的南界。